# كمانكش قره مصطفى باشا
كِمانكش قره مصطفى باشا (بالتركية: Kemankeş Kara Mustafa Paşa)‏ كان الصدر الأعظم للدولة العثمانية في الفترة ما بين 23 ديسمبر 1638 حتى 31 يناير 1644. يحمل رُتبة قبطان باشا البحرية العثمانية (أدميرال). تُوفي في 31 يناير 1644 بمدينة إسطنبول.

## كمانكش
"كِمانكش" (بالتركية: Kemankeş)‏ هو رامي السهام العسكري في الدولة العثمانية، وكان قره مصطفى باشا أحد أولئك الرماة، وتولى الصدارة العظمى في الدولة العثمانية.

## حياته
خدم في عهد السلطان مراد الرابع. كان أحد أمهر رماه السهم في الدولة، لذلك لقب بكمانكش والتي تعنى الرامي. كان سكبان باشي طائفة الإنكشارية، ثم رقاه السلطان آغا الإنكشارية. واستمر يحصل على ثقة السلطان مراد المتزايدة سريعاً، فصار قبطان باشا لثلاث سنوات. ثم إنضم إلى المجهود الحربي العثماني أثناء الحرب العثمانية الصفوية .أثناء المسير نحو بغداد، توفى الصدر الأعظم بيرم باشا. رغب السلطان مراد في ترقية مصطفى باشا إلى الصدارة العظمى، لكن خصمه وأحد منافسيه مصطفى باشا السلحدار أقنع السلطان مراد أن ترقيته السريعة تغريه، وأن الحرب تحتاج لشخص قد جرب الجبهة وخبرها، ونصحه بتعيين محمد باشا الطيار كصدر أعظم. مما تسبب في وقوع الشقاق بين الرجلين.
لاحقاً وأثناء حصار بغداد إستشهد محمد باشا الطيار. فلم يجد حينها السلطان مراد عائقاً من ترفيع مصطفى باشا إلى الصدارة العظمى.
قاد مصطفى باشا لاحقاً المفاوضات مع الصفويين التي أدت إلى معاهدة قصر شيرين (معاهدة زهاب) والتي أنهت الحرب الطويلة بين الدولتين.

## عهدإبراهيم الأول
استمر مصطفى باشا صدراً أعظم في عهد إبراهيم الأول الذي خلف أخيه مراد الرابع. ولأن السلطان إبراهيم كان ضعيفاً فقد ترك أمور الدولة في يد مصطفى باشا. استغل مصطفى باشا هذا جيداً في إزاحة خصومه على المنصب وأبرزهم مصطفى باشا السلحدار. لكنه أيضاً تمكن من ضبط ميزانية الدولة وتنظيم الجيش والأسطول. على إن سيطرته تلك جلبت عليه غضب ام السلطان السلطانة كوسم الراغبة في التدخل في أمور الدولة، كما ظهر حلف مناؤي لمصطفى باشا يتزعمه سلطان زاده محمد باشا وأحد أطباء الخاصة السلطانية المسمى «الخواجة جينجي» ، وقد أخذ كلاهما في توغير صدر السلطان إبراهيم على صدره الأعظم. وبرغم محاولة كمانكش مصطفى باشا الاستقالة عدة مرات إلا أن السلطان إبراهيم كان يرفضها.
لاحقاً أسهمت الاتهامات ضده في سخط السلطان إبراهيم عليه، فعزل ثم أُعدم بعدها.

## أنظر أيضا
- قائمة قباطين البحر العثمانيين.
- قائمة الصدور العظام للدولة العثمانية.